# Dmitrij Orłow (funkcjonariusz NKWD)
Dmitrij Iwanowicz Orłow (ur. 1898 we wsi Miechy w gminie Jasieńsk w powiecie porchowskim w guberni pskowskiej, zm. 1945) – funkcjonariusz NKWD, jeden z wykonawców zbrodni katyńskiej.

## Życiorys
Miał wykształcenie podstawowe, od 1931 w WKP(b). Od lipca 1935 do sierpnia 1938 kurier w Zarządzie NKWD obwodu kalinińskiego, wiosną 1940 uczestniczył w masowym mordzie na polskich więźniach z obozu w Ostaszkowie, za co 26 października 1940 ludowy komisarz spraw wewnętrznych ZSRR przyznał mu nagrodę pieniężną. W 1945 pracownik Zarządu Ludowego Komisariatu Bezpieczeństwa Państwowego obwodu kalinińskiego w stopniu młodszego porucznika bezpieczeństwa państwowego. Odznaczony Medalem „Za zasługi bojowe” (19 stycznia 1945).